# برناديت بودي
برناديت بودي (بالمجرية: Bódi Bernadett)‏ مواليد 9 مارس 1986 في المجر، هي لاعبة كرة يد مجرية تلعب كجناح أيمن. مثلت منتخب المجر لكرة اليد للسيدات. شاركت في دورة الألعاب الأولمبية الصيفية سنة 2008. حققت المركز الثالث في بطولة أوروبا لكرة اليد للسيدات 2012.

## سجل المنافسة
شاركت في البطولات التالية:
- بطولة العالم لكرة اليد للسيدات 2009
- بطولة العالم لكرة اليد للسيدات 2013
- بطولة العالم لكرة اليد للسيدات 2015
- بطولة أوروبا لكرة اليد للسيدات 2008
- بطولة أوروبا لكرة اليد للسيدات 2010
- بطولة أوروبا لكرة اليد للسيدات 2012
- بطولة أوروبا لكرة اليد للسيدات 2014

## الميداليات
| الميدالية | المسابقة                            |
| --------- | ----------------------------------- |
| برونزية   | بطولة أوروبا لكرة اليد للسيدات 2012 |

## روابط خارجية
- برناديت بودي على موقع الاتحاد الأوروبي لكرة اليد (الإنجليزية)
- برناديت بودي على موقع اللجنة الأولمبية الدولية (الإنجليزية)
- برناديت بودي على موقع أوليمبيديا (الإنجليزية)
- برناديت بودي على موقع اللجنة الأولمبية المجرية (الهنغارية)